# 扬干
扬干（？—？），《史记》作杨干，姬姓，中国春秋时期晋国的公子。惠伯谈的儿子，晋悼公的弟弟。
前570年，晋悼公会盟诸侯，悼公的弟弟扬干搅乱队列，司马魏绛杀了替扬干驾车的人。悼公大怒：“合诸侯以为荣，今辱吾弟！”将诛杀魏绛。士鲂、张老劝说悼公，悼公读魏绛辩解之书：“日君乏使，使臣斯司马。臣闻师众以顺为武，军事有死无犯为敬。君合诸侯，臣敢不敬？君师不武，执事不敬，罪莫大焉。臣惧其死，以及扬干，无所逃罪。不能致训，至于用钺。臣之罪重，敢有不従，以怒君心，请归死于司寇。”悼公体会到了魏绛忠于职守，重赏了魏绛、士鲂、张老。